# إيفرتون لويز
إيفرتون لويز (بالبرتغالية: Everton Luiz‏) (24 مايو 1988 ببورتو أليغري في البرازيل - ) هو لاعب كرة قدم برازيلي في مركز الوسط. لعب مع أتلتيكو براغانتينو ونادي بارتيزان ونادي بالميراس ونادي بونتي بريتا ونادي سان لويس ونادي سانت غالن ونادي كريسيوما ونادي لوغانو ونادي سي آر بي وماريليا أتلتيكو ‏ وFC Gloria Buzău ‏.

## وصلات خارجية
- إيفرتون لويز على موقع الاتحاد الأوربي (الإنجليزية)
- إيفرتون لويز على موقع الدوري الأمريكي (الإنجليزية)
- إيفرتون لويز على موقع قاعدة بيانات كرة القدم.إي يو (الإنجليزية)
- إيفرتون لويز على موقع ليكيب (الفرنسية)
- إيفرتون لويز على موقع Soccerway.com (الإنجليزية)